# Le Poët-Sigillat
Le Poët-Sigillat est une commune française située dans le département de la Drôme, en région Auvergne-Rhône-Alpes.

## Géographie

### Localisation
Le Poët-Sigillat est situé à 23 km à l'est de Nyons, 20 km au nord de Buis-les-Baronnies et 14 km au sud-ouest de Rémuzat.

### Relief et géologie
Le village est adossé à la Montagne de Buisseron (1 269 mètres), franchie par le col d'Ambonne à 1 173 mètres d'altitude.

Le nord de la commune longe la crête de la Montagne du Poët.

Le sud est traversé par le Ravin du clos.

### Hydrographie
- Le ruisseau Le Poët-Sigillat est un affluent de l'Ennuye, sur la commune du même nom. Son cours est de 6,25 km. En 1891, sa largeur moyenne était de 7,50 m, sa pente de 122 m, son débit ordinaire de 0,50 m3, extraordinaire de 8 m3[2]
- Le ruisseau du Clos passe dans le sud de la commune[1]. C'est un affluent de l'Ennuye.

### Climat
Pour des articles plus généraux, voir Climat d'Auvergne-Rhône-Alpes et Climat de la Drôme.
En 2010, le climat de la commune est de type climat océanique dégradé des plaines du Centre et du Nord, selon une étude du Centre national de la recherche scientifique s'appuyant sur une série de données couvrant la période 1971-2000. En 2020, Météo-France publie une typologie des climats de la France métropolitaine dans laquelle la commune est exposée à un climat de montagne ou de marges de montagne et est dans la région climatique  Alpes du sud, caractérisée par une pluviométrie annuelle de 850 à 1 000 mm, minimale en été. 
Pour la période 1971-2000, la température annuelle moyenne est de 9,7 °C, avec une amplitude thermique annuelle de 16,4 °C. Le cumul annuel moyen de précipitations est de 971 mm, avec 7,6 jours de précipitations en janvier et 4,6 jours en juillet. Pour la période 1991-2020, la température moyenne annuelle observée sur la station météorologique de Météo-France la plus proche, « Bésignan », sur la commune de Bésignan à 5 km à vol d'oiseau, est de 12,6 °C et le cumul annuel moyen de précipitations est de 783,1 mm,. Pour l'avenir, les paramètres climatiques de la commune estimés pour 2050 selon différents scénarios d'émission de gaz à effet de serre sont consultables sur un site dédié publié par Météo-France en novembre 2022.

## Urbanisme

### Typologie
Au 1er janvier 2024, Le Poët-Sigillat est catégorisée commune rurale à habitat très dispersé, selon la nouvelle grille communale de densité à 7 niveaux définie par l'Insee en 2022.
Elle est située hors unité urbaine et hors attraction des villes,.

### Occupation des sols
L'occupation des sols de la commune, telle qu'elle ressort de la base de données européenne d’occupation biophysique des sols Corine Land Cover (CLC), est marquée par l'importance des forêts et milieux semi-naturels (64,5 % en 2018), en diminution par rapport à 1990 (66,2 %). La répartition détaillée en 2018 est la suivante : 
milieux à végétation arbustive et/ou herbacée (38,8 %), zones agricoles hétérogènes (16,9 %), forêts (15,7 %), terres arables (12,6 %), espaces ouverts, sans ou avec peu de végétation (10,1 %), cultures permanentes (5,9 %). L'évolution de l’occupation des sols de la commune et de ses infrastructures peut être observée sur les différentes représentations cartographiques du territoire : la carte de Cassini (XVIIIe siècle), la carte d'état-major (1820-1866) et les cartes ou photos aériennes de l'IGN pour la période actuelle (1950 à aujourd'hui).

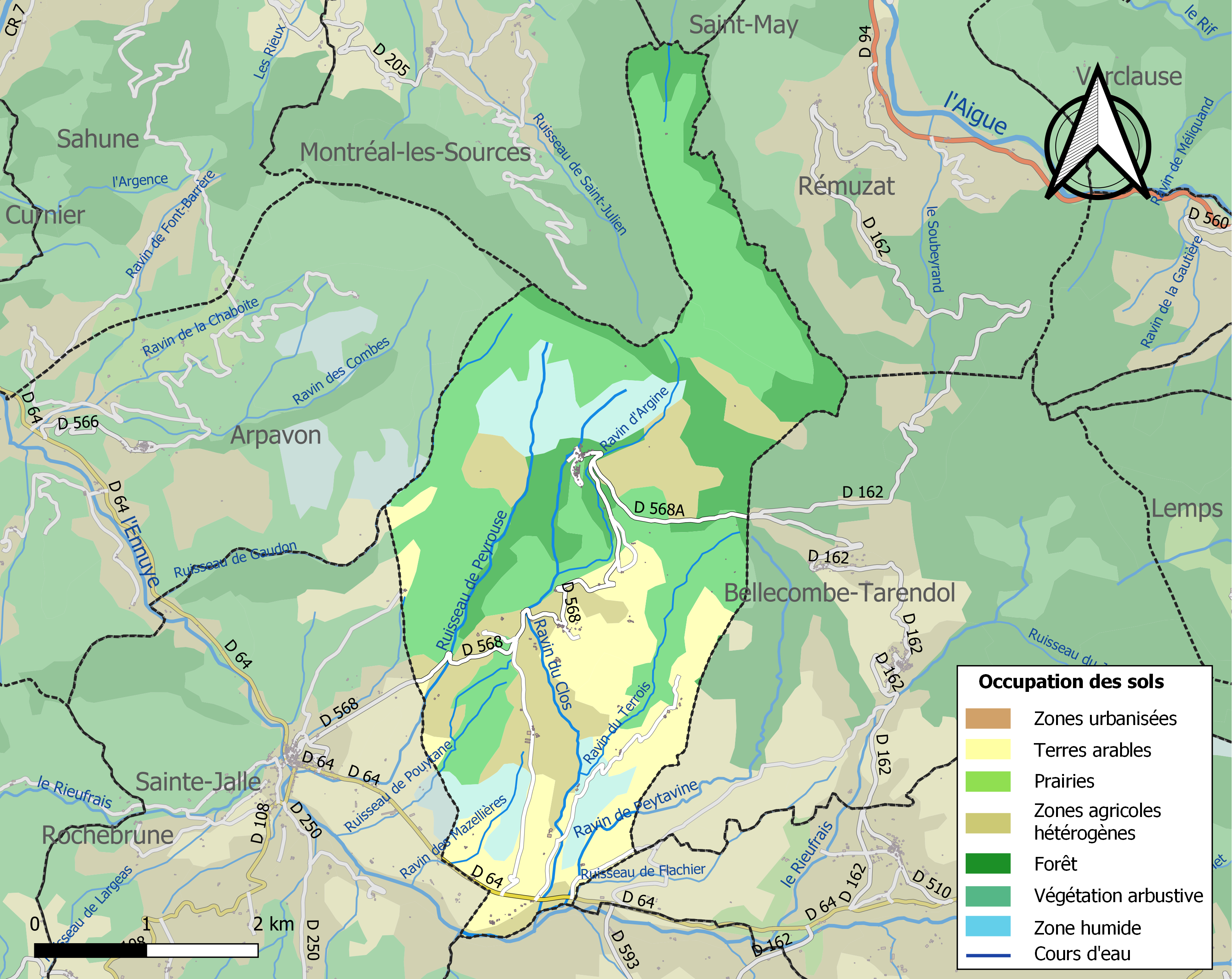
Carte des infrastructures et de l'occupation des sols de la commune en 2018 (CLC).

## Toponymie

### Attestations
Dictionnaire topographique du département de la Drôme :
- XIIIe siècle : Castrum de Pogeto (cartulaire de l'Île-Barbe, 31).
- 1251 : Lo Poy (cartulaire de l'Île-Barbe).
- 1275 : Castrum et villa de Pugeto Vallis Badonensis (cartulaire des dauphins, 232).
- 1293 : Castrum de Poieto in Valle Bedonensi (Valbonnais, I, 35).
- 1300 : Castrum de Poieto in Valle Bodonensi (choix de docum., 245).
- 1317 : Castrum de Poeto supra Sanctam Gallam (d'Hozier, III, 972).
- 1891 : Le Poët-Sigillat, commune du canton de Rémuzat.

### Étymologie
- Poët signifie « hauteur » (comme puy)[15].
- Sigillat[réf. nécessaire].

## Histoire

### Du Moyen Âge à la Révolution
La seigneurie :
- Au point de vue féodal, Le Poët-Sigillat était une terre de la baronnie de Montauban, relevant pour moitié des abbés de l'Île-Barbe.
- 1275 ; possession des (d')Autane.
- Possession des Mévouillon.
- 1330 : une moitié passe aux Guillaume.
  - 1341 : passe aux L'Espine.
  - 1596 : vendue aux La Tour-Gouvernet.
  - Acquise par les Duclaux, derniers co-seigneurs.
- 1330 : l'autre moitié passe aux Bésignan.
  - 1407 : la partie des Bésignan est acquise par les Monteynard.
  - 1412 : vendue aux Thollon
  - 1667 : passe aux Fortia.
  - 1713 : passe (par mariage) aux Coriolis de Limaye, derniers co-seigneurs.

Avant 1790, le Poët-Sigillat était une communauté de l'élection de Montélimar et de la subdélégation et du bailliage du Buis, formant une paroisse du diocèse de Sisteron, dont l'église était celle d'un prieuré depuis longtemps uni à celui de Saint-May.

### De la Révolution à nos jours
En 1790, la commune du Poët-Sigillat est comprise dans le canton de Sainte-Jalle. La réorganisation de l'an VIII la fait entrer dans celui de Rémuzat.

## Politique et administration

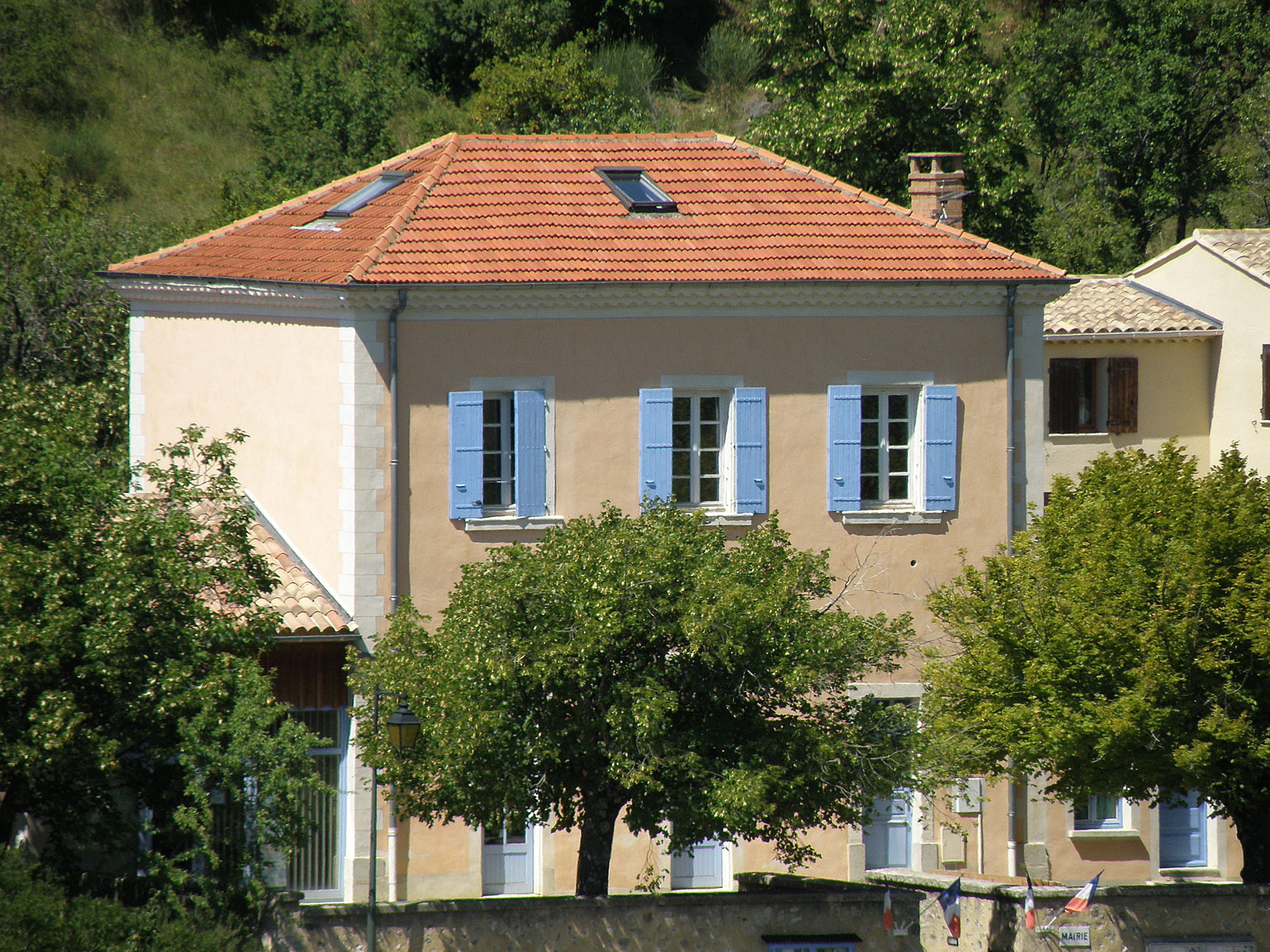
Mairie du Poët-Sigillat.

### Liste des maires
| Période                                  | Période  | Identité           | Étiquette | Qualité   |
| ---------------------------------------- | -------- | ------------------ | --------- | --------- |
| Les données manquantes sont à compléter. |          |                    |           |           |
| avant 1988                               | ?        | Jean-Claude Goffre |           |           |
| ?                                        | 2015     | Marc Bonnard       |           |           |
| octobre 2015                             | En cours | Monique Balduchi   | SE        | retraitée |

### Rattachements administratifs et électoraux
Jusqu'en mars 2015, la commune dépendait du canton de Rémuzat. À la suite du redécoupage des cantons du département, elle est rattachée au canton de Nyons et Baronnies.

## Population et société

### Démographie
L'évolution du nombre d'habitants est connue à travers les recensements de la population effectués dans la commune depuis 1793. Pour les communes de moins de 10 000 habitants, une enquête de recensement portant sur toute la population est réalisée tous les cinq ans, les populations de référence des années intermédiaires étant quant à elles estimées par interpolation ou extrapolation. Pour la commune, le premier recensement exhaustif entrant dans le cadre du nouveau dispositif a été réalisé en 2006.

En 2022, la commune comptait 117 habitants, en évolution de −1,68 % par rapport à 2016 (Drôme : +2,64 %, France hors Mayotte : +2,11 %).
| 1793 | 1800 | 1806 | 1821 | 1831 | 1836 | 1841 | 1846 | 1851 |
| ---- | ---- | ---- | ---- | ---- | ---- | ---- | ---- | ---- |
| 285  | 288  | 395  | 384  | 392  | 391  | 365  | 360  | 346  |

| 1856 | 1861 | 1866 | 1872 | 1876 | 1881 | 1886 | 1891 | 1896 |
| ---- | ---- | ---- | ---- | ---- | ---- | ---- | ---- | ---- |
| 339  | 303  | 344  | 306  | 300  | 289  | 246  | 245  | 216  |

| 1901 | 1906 | 1911 | 1921 | 1926 | 1931 | 1936 | 1946 | 1954 |
| ---- | ---- | ---- | ---- | ---- | ---- | ---- | ---- | ---- |
| 221  | 235  | 227  | 202  | 180  | 163  | 172  | 123  | 101  |

| 1962 | 1968 | 1975 | 1982 | 1990 | 1999 | 2006 | 2011 | 2016 |
| ---- | ---- | ---- | ---- | ---- | ---- | ---- | ---- | ---- |
| 65   | 47   | 43   | 47   | 77   | 97   | 111  | 119  | 119  |

| 2021 | 2022 | - | - | - | - | - | - | - |
| ---- | ---- | - | - | - | - | - | - | - |
| 123  | 117  | - | - | - | - | - | - | - |

### Enseignement
La commune est rattachée à l'académie de Grenoble.

### Médias
Le territoire de la commune se situe dans l'aire de diffusion de plusieurs médias :
- Presse écrite
  - Le Dauphiné libéré, quotidien régional qui consacre, chaque jour, y compris le dimanche, un ou plusieurs articles à l'actualité du canton, voire quelquefois de la commune, ainsi que des informations sur les éventuelles manifestations locales, les travaux routiers, et autres événements divers à caractère local.
  - L'Agriculture Drômoise, journal d'informations agricoles et rurales, couvre l'ensemble du département de la Drôme.
  - Drôme Hebdo (ancien Peuple Libre), hebdomadaire chrétien d'informations.
- Presse audio-visuelle
  - France Bleu est une radio publique diffusée sur son territoire.

## Économie
En 1992 : lavande, tilleul, ovins.

## Culture locale et patrimoine

### Lieux et monuments
- Église d'origine romane[21] (Saint-Martin[réf. nécessaire]).
- Chapelle romane Notre-Dame-de-Beaulieu[21].
- Chapelle Saint-Bernard[réf. nécessaire].

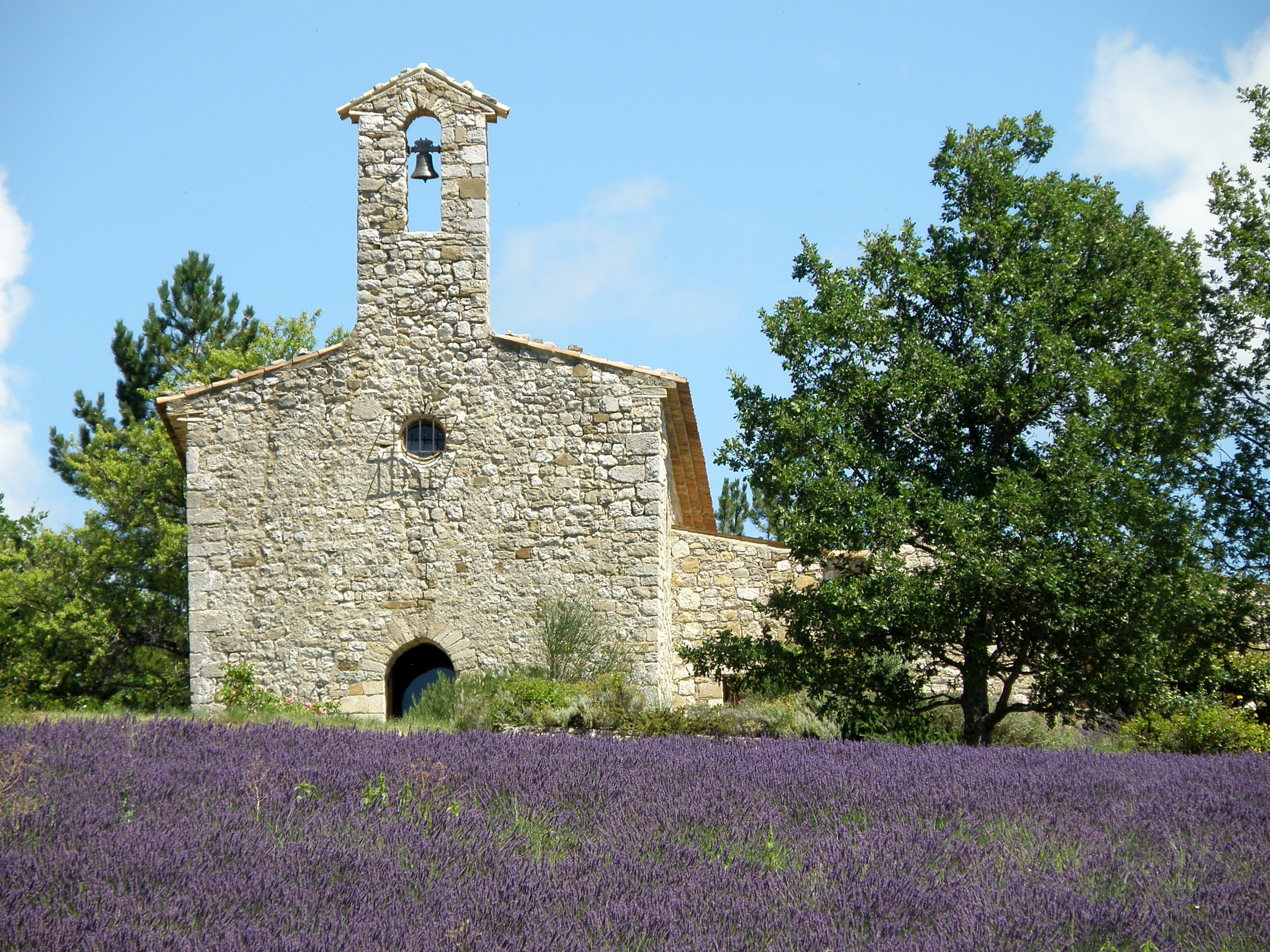
Notre-Dame de Beaulieu.
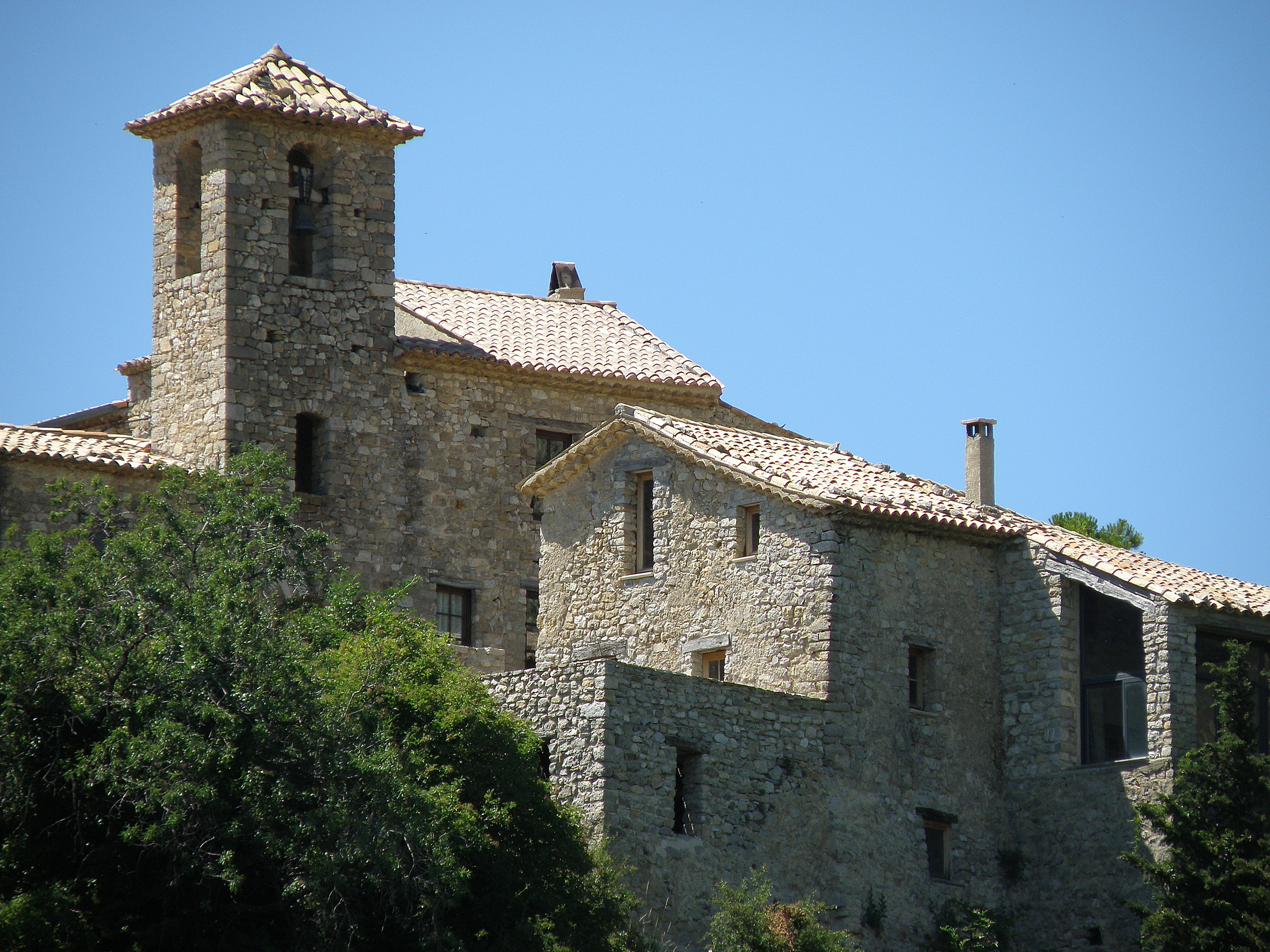
Chapelle Saint-Bernard.
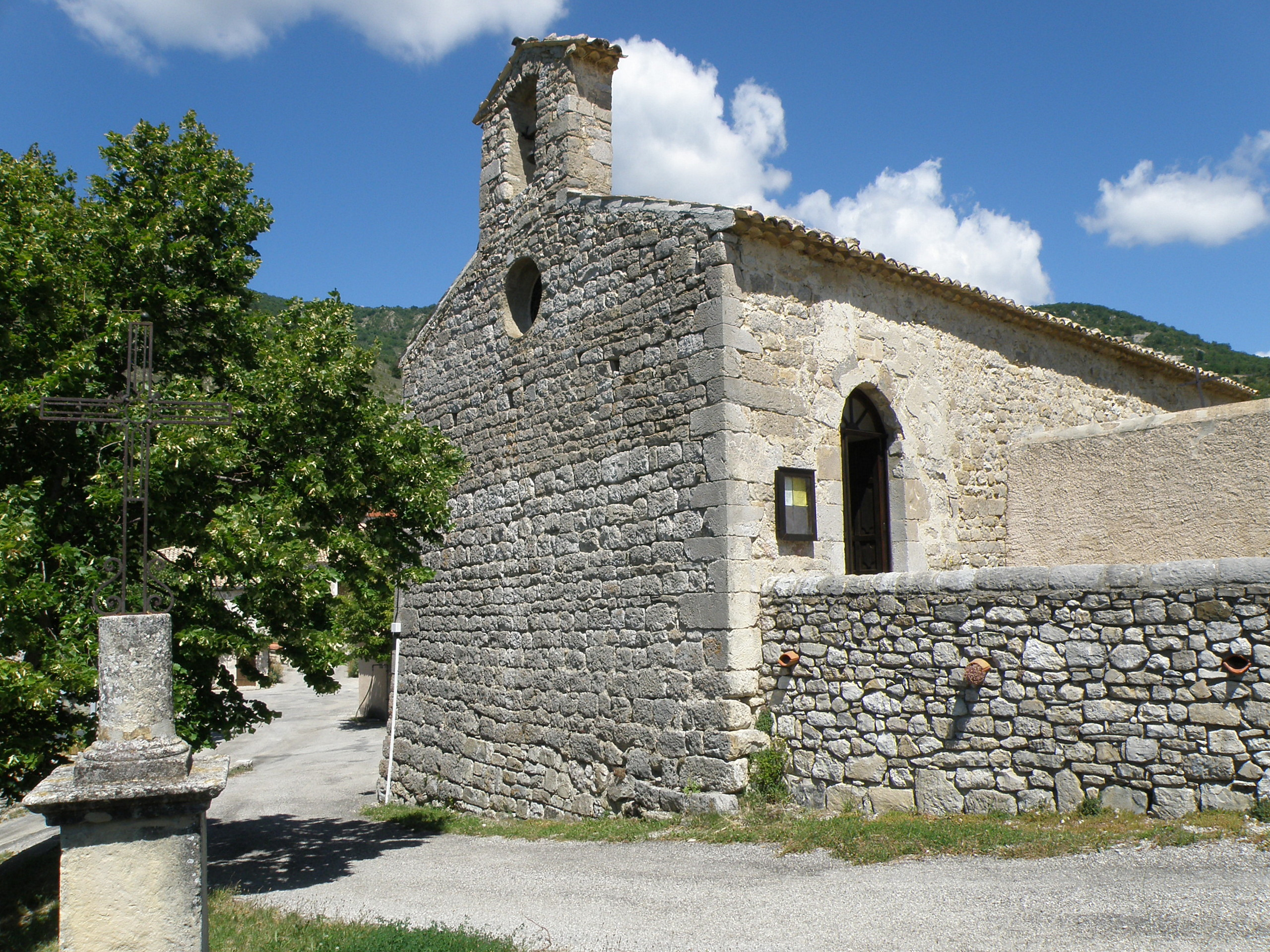
Église Saint-Martin.

### Patrimoine naturel
- Maquis et résineux[21].
- Gouffres[21].

### Héraldique, logotype et devise
|  | Le Poët-Sigillat possède des armoiries dont l'origine et le blasonnement exact ne sont pas disponibles. |